# Џош Прено
Џош Прено (енгл. Josh Prenot; Сидејлија, 28. јул 1993) амерички је пливач чија специјалност су трке прсним и мешовитим стилом. Амерички је рекордер у трци на 200 метара прсним стилом.

## Спортска каријера
Са такмичарским пливањем започео је 2010. учешћем на националном првенству за млађе категорије у великим и малим базенима, а годину дана касније дебитовао је и на светском јуниорском првенству у перуанској Лими. Прво значајније сениорско такмичење на ком је наступио били су амерички трајалси за ЛОИ 2012. у Лондону где му је најбољи резултат било девето место у квалификацијама трке на 200 прсно. Први већи успех постигао је на Панпацифичком првенству 2014. у Гоулд Коусту освајањем четвртог места у финалу трке на 200 прсно. Годину дана касније, на Универзијади у Квангџуу освојио је три медаље, од чега две златне.
Победа у трци на 200 прсно на америчким олимпијским трајалсима 2016. уједно је значила и пласман на ЛОИ 2016. у Рију. Серију добрих резултата на 200 прсно Прено је наставио и у Рију, где је успео да освоји сребрну медаљу са временом 2:07,53, свега 0,07 секунди мање од олимпијског победника Дмитрија Баландина из Казахстана.
На светском првенству у малим базенима у кинеском Хангџоуу 2018. освојио је сребрну медаљу у трци на 200 мешовито, било је то његово прво одличје у каријери освојено на светским првенствима. На светским првенствима у великим базенима дебитовао је у Квангџуу 2019, такмичио се у трци на 200 прсно коју је окончао на 13. месту у полуфиналу.